# پیتاکاندا
پیتاکاندا (به لاتین: Pitakanda) یک منطقهٔ مسکونی در سری‌لانکا است که در استان مرکزی (سری‌لانکا) واقع شده‌است.